# Croton suberosus
Croton suberosus är en törelväxtart som beskrevs av Carl Sigismund Kunth. Croton suberosus ingår i släktet Croton och familjen törelväxter. Inga underarter finns listade i Catalogue of Life.